# Guri Holm
Guri Holm Sanaker (Tromsø, 2 settembre 1937 – 11 settembre 2023) è stata una sciatrice alpina norvegese.

## Biografia
Sciatrice polivalente, Guri Holm partecipò al trofeo Holmenkollen-Kandahar nel 1958 (Holmenkollen, 13-15 marzo), dove si classificò 19ª nella discesa libera, e nel 1960 (Holmenkollen, 18-20 marzo), dove si piazzò 13ª nello slalom gigante, 11ª nello slalom speciale e 12ª nella combinata; ai Campionati norvegesi 1960 (Norefjell, 2-3 aprile) vinse la medaglia di bronzo nello slalom speciale e nella combinata. Non prese parte a rassegne olimpiche o iridate; dopo il ritirò contribuì allo sviluppo della stazione sciistica di Trysil.

## Palmarès

### Campionati norvegesi
- 2 medaglie[senza fonte]:
  - 2 bronzi (slalom speciale, combinata nel 1960)[senza fonte]